# Tiefsee-Oktopus

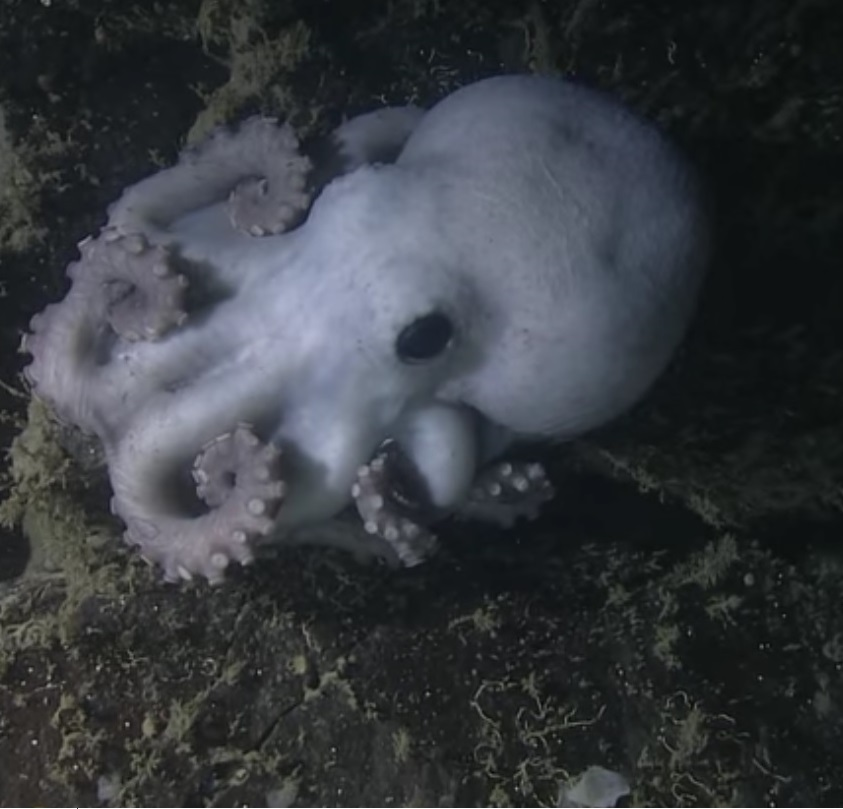
Tier mit weißer Färbung

Der Tiefsee-Oktopus (Graneledone boreopacifica) ist ein Kopffüßer aus der Gattung Graneledone innerhalb der Familie der Echten Kraken (Octopodidae). Er lebt im Pazifischen Ozean.

## Merkmale

### Anatomie
Graneledone boreopacifica hat eine Mantellänge von 145 Millimetern. Entlang des Mantels befinden sich, in Clustern angeordnete, knorpelartige Gebilde, deren Anzahl zwischen drei und zwölf Warzen pro Gebilde variiert. Sie haben eine unterschiedliche Größe von ein bis drei Millimetern. Auf Mantel und Kopf verteilt befinden sich zwischen 36 und 47 Warzen von unterschiedlicher Größe.
An jedem Arm befinden sich 60–82 Saugnäpfe. Bei männlichen Tieren bildet der dritte rechte Arm den Hectocotylus. An diesen speziellen Begattungsarm befinden sich 36–38 Saugnäpfe. Die Spitze bildet eine Ligula ohne Querrippen.
Das Trichterorgan des Tiefsee-Oktopus hat die Form eines doppelten V. Die Kiemen besitzen 7–8 Lamellen pro Demibranch. Querfalten sind nicht vorhanden. Die Radula besteht aus neun Elementen, sieben Zahnreihen und Randplatten.

### Aussehen
Die normale Hautfarbe variiert zwischen einem blassen Violett und Weiß. Wie alle Echten Kraken kann der Tiefsee-Oktopus sein Aussehen der Umgebung anpassen. Diese Tarnung ist eine Kombination aus verschiedenen Chromatophoren und einer Veränderung der Hauttextur.
Der Tiefsee-Oktopus besitzt supraokulare Cirren. Mit 3–12 Einheiten, die einen Durchmesser von 1–3 Millimetern haben, besitzt der Tiefsee-Oktopus die meisten morphologischen Warzencluster unter den Arten der Gattung Graneledone.

## Lebensweise

### Vorkommen
Der Tiefsee-Oktopus ist eine weit verbreitete boreale Art, die im nördlichen Pazifik rund um die japanischen Inseln, im Ochotskischen Meer vor den Küsten Russlands und an der amerikanischen Westküste von Alaska bis Südkalifornien vorkommt. Er lebt in einer Tiefe zwischen 1000 und 3000 Metern unter dem Meeresspiegel.

### Fortpflanzung
Die Eier haben ungefähr die Größe einer Olive und sind von transparentem Aussehen. In Tiefseeregionen mit einer Wassertemperatur von nur 7 Grad wurden weibliche Tiere beobachtet, die viereinhalb Jahre Brutpflege betrieben. Neben der Abwehr von Räubern, übernehmen sie auch die Aufgabe, die Eier mit ausreichend Sauerstoff zu versorgen, indem sie ihnen frisches Wasser zufächern.
Eine ähnlich lange Brutzeit ist von keinem anderen Lebewesen im gesamten Tierreich bekannt. Die Weibchen verharren bei den Eiern ohne jegliche Nahrungsaufnahme, selbst wenn sich potentielle Beute stark nähert, wehren sie diese nur ab. Während dieser Zeit werden die Tiere immer dünner und die Haut immer bleicher.
Graneledone boreopacifica übertrifft in der Lebenszeit die meisten Kopffüßer. Die Weibchen sind semelpar und pflanzen sich nur ein einziges Mal im Leben fort, bevor sie sterben.

## Taxonomie
Die Art Graneledone pacifica, die 1990 von Voss & Pearcy und erneut 1998 durch Eric Hochberg beschrieben wurde, ist identisch (Synonym) mit Graneledone boreopacifica.